# Elezioni regionali in Valle d'Aosta del 1949
Le elezioni regionali in Valle d'Aosta del 1949 si svolsero il 24 aprile per la scelta dei componenti del Consiglio regionale; si trattò delle prime elezioni regionali.
In un'epoca in cui le regioni non erano state ancora effettivamente costituite nel resto d'Italia, la Valle d'Aosta era sostanzialmente vista, a dispetto del nome, ancora come una provincia, seppur autonoma, e fu quindi naturale applicarle il sistema elettorale per le elezioni provinciali entrato in vigore nel 1924 seppur mai utilizzato per l'instaurarsi della dittatura. Si votò con un sistema elettorale maggioritario plurinominale che, assegnando ad ogni elettore ben 28 voti di preferenza, seppur distribuibili a candidati anche di liste contrapposte secondo il cosiddetto "panachage" o voto disgiunto, comportava l'assegnazione dell'80% dei 35 seggi alla lista col maggior numero dei voti e il restante 20% alla seconda, con l'esclusione di tutte le altre. Il dato dei voti validi corrisponde ai "voti in testa teorici", ossia alla media dei voti dei candidati di ciascuna lista.

## Risultati
| Liste                                                           | Voti   | %     | Seggi |
| --------------------------------------------------------------- | ------ | ----- | ----- |
| Union Valdôtaine (UV) - Democrazia Cristiana (DC)               | 17.118 | 43,58 | 28    |
| Blocco Socialista Progressivo "Vallée d'Aoste" (PCI - PSI)      | 13.034 | 33,18 | 7     |
| Raggruppamento Regionale "Vallée d'Aoste" (Lista del Campanile) | 6.533  | 16,63 | -     |
| Gruppo Democratico Italiano (Lista della Bandiera)              | 2.598  | 6,61  | -     |
| Totale                                                          | 39.283 |       | 35    |

| Riepilogo dei seggi | Riepilogo dei seggi | Riepilogo dei seggi | Riepilogo dei seggi | Riepilogo dei seggi | Riepilogo dei seggi | Riepilogo dei seggi |
| ------------------- | ------------------- | ------------------- | ------------------- | ------------------- | ------------------- | ------------------- |
|                     |                     |                     |                     |                     |                     |                     |
| UV - DC             | 28                  | N/A                 |                     | PCI - PSI           | 7                   | N/A                 |